# Quettetot
Quettetot est une ancienne commune française du département de la Manche et de la région Normandie, devenue le 1er janvier 2016 une commune déléguée au sein de la commune nouvelle de Bricquebec-en-Cotentin.
Elle est peuplée de 731 habitants.

## Toponymie
Le nom de la commune est attesté sous les formes Ketetot en 1200 sur le cartulaire de Bricquebec, Quetetot vers 1280, sous sa forme actuelle Quettetot en 1629 sur la Table des Naissances, Mariages, Décès arrivés par année en la paroiſe de Notre-Dame de Quettetot depuis 1629.
Quettetot est un composé lexical unifié formé de Ketill et de -topt en vieux norrois.
Ketill, qui est un réemploi anthroponymique du vieux norrois ketill signifiant « chaudron », est un nom de personne scandinave,,. Il est notamment à l'origine, en Normandie, des noms de lieux Quettehou (Manche), Quetteville (Calvados), ou encore Quettreville-sur-Sienne (Manche) et des noms de famille Quétil Quétel.
Quant à topt ou sa variante toft, c'est un appellatif scandinave signifiant « pièce de terre avec habitation » . À noter que la formation suffixale NP + -topt pour désigner « le domaine de ... » est fréquente dans la Normandie des IXe – Xe siècles. On en compte, en Normandie, environ 350, dontLe Thôt (Manche), Saint-André-d'Hébertot (Calvados), ou bien Appetot (Eure).
Quettetot est donc littéralement « le domaine de Ketill ».
Le gentilé est Quettetotais(e).

## Histoire
En 1827, des moules à haches en bronze furent retrouvés sur le territoire communal.
Dans la première moitié du XIIe siècle, la paroisse relevait de l'honneur de Bricquebec. Elle eut notamment pour seigneur Philippe Troussey l'ancien († 25 mai 1590), abbé régulier de Blanchelande en 1575 et devint évêque titulaire de Porphyreon (de), suffragant de l'évêque de Coutances, assassiné par les Protestants pendant les guerres de Religion.
Le 1er janvier 2016, la commune de Quettetot intègre, avec cinq autres, la commune de Bricquebec-en-Cotentin créée sous le régime juridique des communes nouvelles instauré par la loi no 2010-1563 du 16 décembre 2010 de réforme des collectivités territoriales. Les communes de Bricquebec, Les Perques, Quettetot, Saint-Martin-le-Hébert, Le Valdécie et Le Vrétot deviennent des communes déléguées et Bricquebec est le chef-lieu de la commune nouvelle.

## Politique et administration

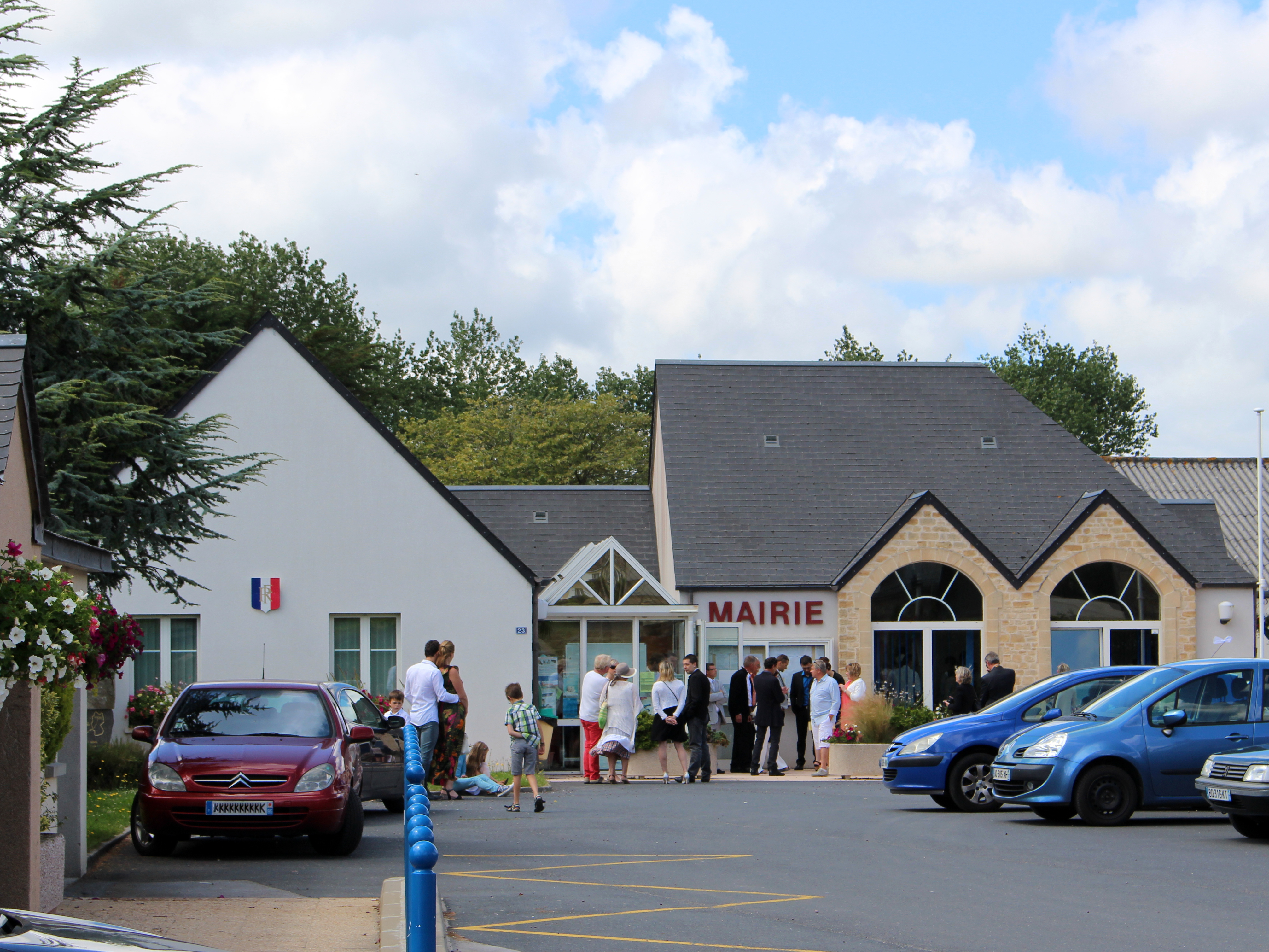
La mairie annexe.

| Période                                  | Période       | Identité                             | Étiquette | Qualité      |
| ---------------------------------------- | ------------- | ------------------------------------ | --------- | ------------ |
| 1792                                     | 1802          | Nicolas Lepigeon                     |           |              |
| 1802                                     | 1808          | Guillaume François Hairon            |           |              |
| 1808                                     | 1813          | Jean Baptiste Hamel                  |           |              |
| 1813                                     | 1815          | Nicolas Lepigeon                     |           |              |
| 1815                                     | 1816          | Jean Baptiste Hamel                  |           |              |
| 1816                                     | 1821          | Jean François Hébert Deslongchamps   |           |              |
| 1821                                     | 1840          | François Joseph Cosnefroy Dulongprey |           | Laboureur    |
| 1841                                     | 1848          | François Laurent Hamel               |           | Cultivateur  |
| 1848                                     | 1854          | Charles Antoine Commenchail          |           |              |
| 1854                                     | 1871          | François Laurent Hamel               |           | Cultivateur  |
| 1871                                     | 1898          | Maurice Alexandre Lerouvillois       |           |              |
| 1898                                     | 1911          | Jean François Désiré Férey           |           | Propriétaire |
| 1912                                     | 1933          | Jean Hébert Deslongchamps            |           |              |
| 1933                                     | 1972          | Hervé Buhot                          |           |              |
| 1972                                     | 1983          | Jean-Baptiste Férey                  |           |              |
| 1983                                     | 1995          | René Hamelin                         |           |              |
| 1995                                     | 2008          | Francis Lepesqueur                   |           |              |
| 2008                                     | décembre 2015 | Jean Hamelin                         |           | Technicien   |
| Les données manquantes sont à compléter. |               |                                      |           |              |

| Période   | Période  | Identité       | Étiquette | Qualité                |
| --------- | -------- | -------------- | --------- | ---------------------- |
| jan. 2016 | mai 2020 | Jean Hamelin   |           | Technicien             |
| mai 2020  | En cours | Patrick Burnel | DVD       | Chef de secteur à SAUR |

## Démographie
En 2021, la commune comptait 731 habitants. Depuis 2004, les enquêtes de recensement dans les communes de moins de 10 000 habitants ont lieu tous les cinq ans (en 2007, 2012, 2017, etc. pour Quettetot) et les chiffres de population municipale légale des autres années sont des estimations.
| 1793 | 1800 | 1806 | 1821 | 1831 | 1836 | 1841 | 1846 | 1851 |
| ---- | ---- | ---- | ---- | ---- | ---- | ---- | ---- | ---- |
| 725  | 765  | 906  | 822  | 848  | 832  | 786  | 838  | 793  |

| 1856 | 1861 | 1866 | 1872 | 1876 | 1881 | 1886 | 1891 | 1896 |
| ---- | ---- | ---- | ---- | ---- | ---- | ---- | ---- | ---- |
| 745  | 730  | 730  | 702  | 715  | 703  | 675  | 663  | 686  |

| 1901 | 1906 | 1911 | 1921 | 1926 | 1931 | 1936 | 1946 | 1954 |
| ---- | ---- | ---- | ---- | ---- | ---- | ---- | ---- | ---- |
| 707  | 671  | 644  | 550  | 576  | 565  | 600  | 566  | 565  |

| 1962 | 1968 | 1975 | 1982 | 1990 | 1999 | 2007 | 2011 | 2016 |
| ---- | ---- | ---- | ---- | ---- | ---- | ---- | ---- | ---- |
| 531  | 514  | 517  | 527  | 554  | 562  | 716  | 714  | 711  |

| 2019 | - | - | - | - | - | - | - | - |
| ---- | - | - | - | - | - | - | - | - |
| 696  | - | - | - | - | - | - | - | - |

## Lieux et monuments
- Église Notre-Dame des XIIIe, XVIe, XVIIIe – XXe siècles, avec un extérieur entièrement en crépi sauf la tour du XIXe et des armoiries sur le mur de la sacristie. Le monument arbore une façade néogothique avec un intérieur en style gothique. Elle abrite plusieurs œuvres classées au titre objet aux monuments historiques : un calice et sa patène du XVIIe, une Vierge à l'Enfant du XIVe, un maître-autel, tabernacle et tableau de l'Assomption du XVIIIe, une poutre de gloire et la Crucifixion du XVIIIe, un groupe sculpté la Présentation de Jésus au Temple du XVIe[19], ainsi qu'un tableau le vœu de Louis XIII du XVIIIe, une verrière de l'Atelier dit de Sottevast du XIXe et Louis Mazuet du XXe[11].
- Croix de cimetière du XVIIIe siècle, croix de chemin du hameau Houel du XVIIe siècle et des Sablons du XVIIe siècle.
- Calvaire du XIXe siècle, face à l'église.
- vestiges peu discernables de l'ancien manoir de la Houlette des XIVe – XVIe siècles[20], bâti sur une énorme motte féodale[21], située sur le rebord du plateau, en haut d'une pentequi domine un ruisseau[22].
- Manoir de Montfort des XVIe – XVIIe siècles.
- Ferme de la Becterie.

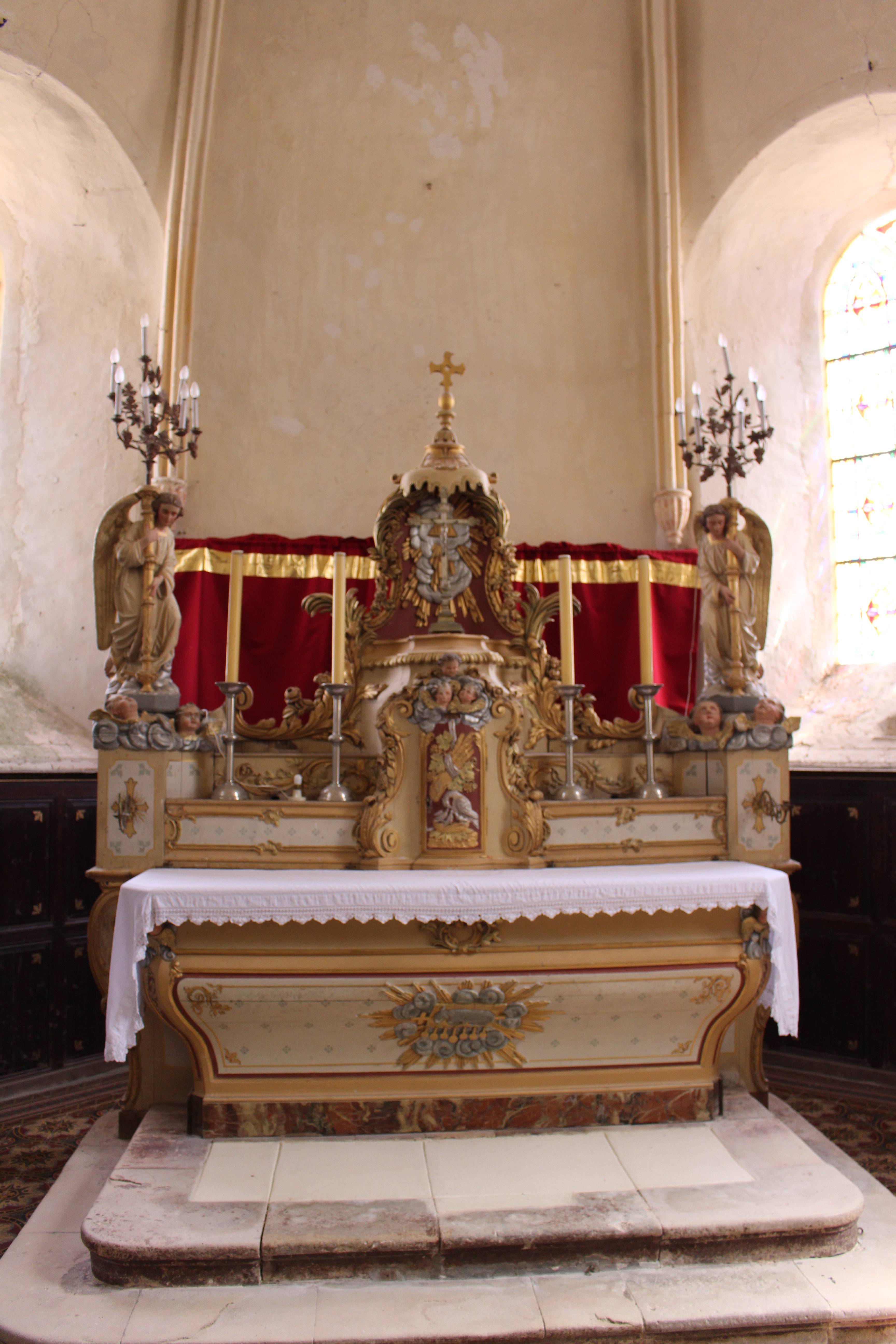
Le maitre-autel.
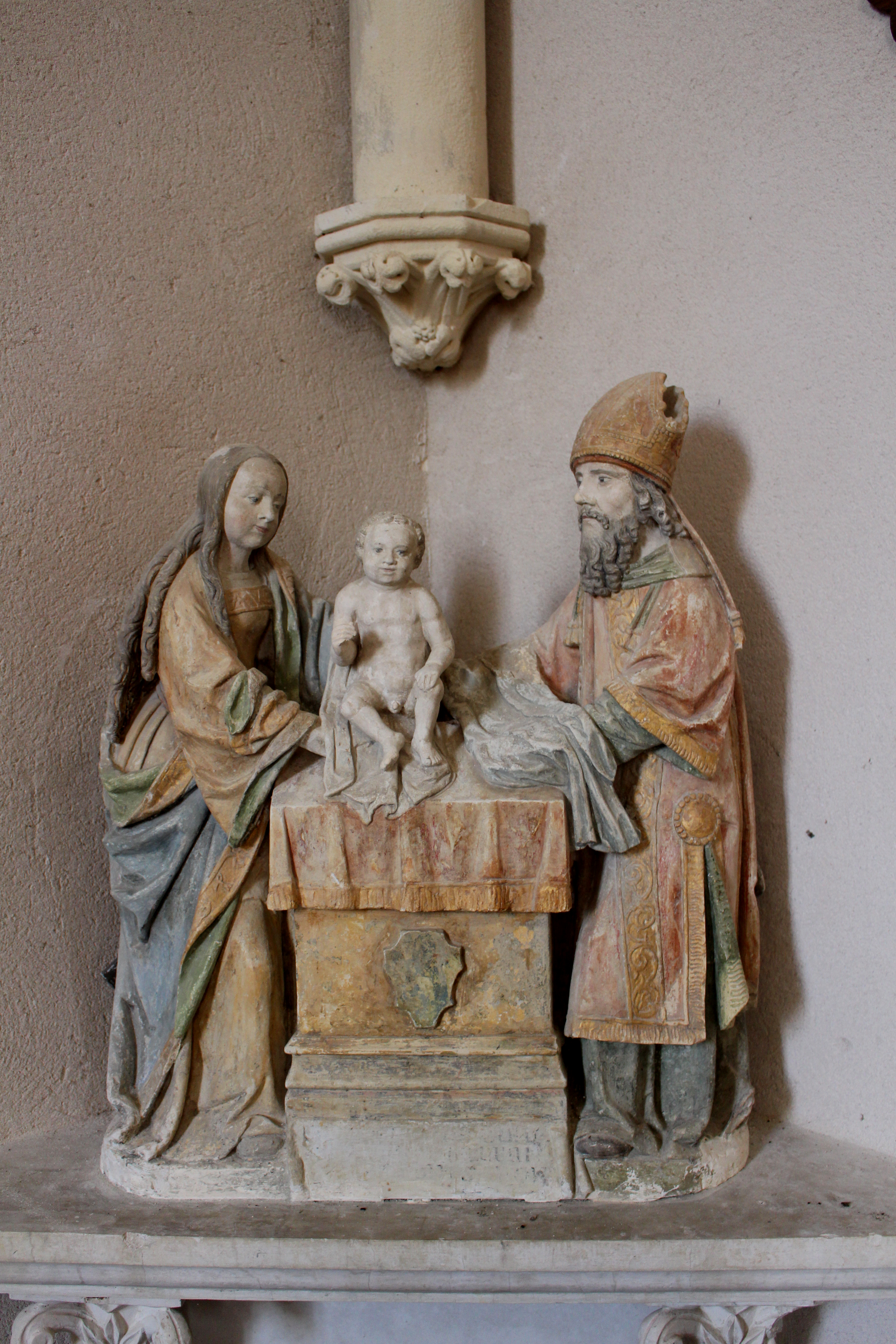
Groupe sculpté de la présentation de Jésus au temple.
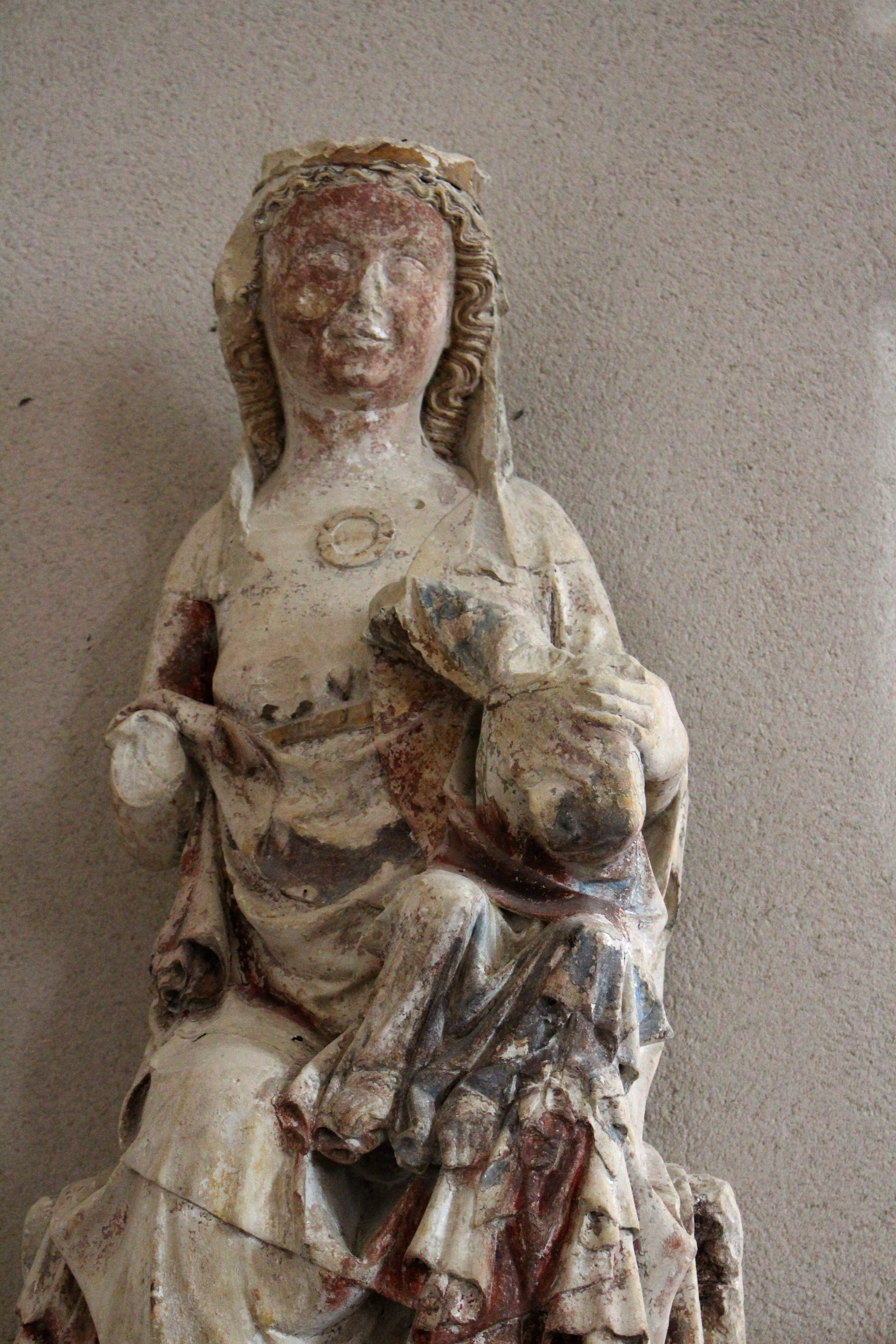
Statue de la Vierge à l'Enfant.